# Lerup Sogn
Lerup Sogn er et sogn i Jammerbugt Provsti (Aalborg Stift).
I 1800-tallet var Tranum Sogn anneks til Lerup Sogn. Begge sogne hørte til Øster Han Herred i Hjørring Amt. Lerup-Tranum sognekommune blev ved kommunalreformen i 1970 indlemmet i Brovst Kommune, som ved strukturreformen i 2007 indgik i Jammerbugt Kommune.
I Lerup Sogn ligger Lerup Kirke.
I sognet findes følgende autoriserede stednavne:
- Egebjerg (areal)
- Fosdal Plantage (areal)
- Fosdalen (bebyggelse)
- Hjorthøj (areal)
- Hummelhøje (areal)
- Korsbakken (areal)
- Lerup Klithuse (bebyggelse)
- Lien (bebyggelse)
- Lien Gårde (bebyggelse, ejerlav)
- Lildal (bebyggelse)
- Lunde Mark (bebyggelse)
- Møgelvold (bebyggelse)
- Mølgårdsmark (bebyggelse)
- Stagsted (bebyggelse)
- Telling (bebyggelse, ejerlav)
- Tværkær (bebyggelse, ejerlav)
- Underlien (bebyggelse)
- Vor Frue Kilde (vandareal)